# Młynek (powiat radomszczański)
Młynek – wieś w Polsce położona w województwie łódzkim, w powiecie radomszczańskim, w gminie Gidle przy drodze wojewódzkiej nr 785.
W latach 1975–1998 miejscowość administracyjnie należała do województwa częstochowskiego.
Zobacz też inne miejscowości o nazwie Młynek.